# 2023 dans la poésie
Cet article présente les faits marquants de l'année 2023 dans la poésie.

## Décès

### Janvier
- 7 janvier : Henri Heurtebise, Poète et éditeur français.
- 9 janvier : Charles Simic, Poète, essayiste et traducteur américain.
- 14 janvier : Gianfranco Baruchello, Peintre, poète et cinéaste italien.
- 15 janvier : 
  - Alexis Arette, Agriculteur, écrivain, homme politique et poète français.
  - Jean Dif, Poète français.
- 16 janvier : Mousse Boulanger, Journaliste, productrice de radio, comédienne, écrivaine et poète suisse.
- 25 janvier : Taijirō Amazawa, Poète et traducteur japonais.
- 29 janvier : Dmytro Pavlytchko, Poète, traducteur, culturologue et homme politique ukrainien.
- 30 janvier : Linda Pastan, Poétesse américaine.
- 31 janvier : Henrik Nordbrandt, Écrivain et poète danois.

### Février
- 3 février : Alain Lacouchie, Poète, illustrateur et photographe français.
- 14 février : Pítsa Galázi, Essayiste et poétesse chypriote.
- 15 février : Oh Takbeon, Écrivain et poète sud-coréen.

### Mars
- Anise Koltz : Poétesse et écrivaine luxembourgeoise.
- 12 mars : Jaume Medina, Philologue, latiniste, écrivain, traducteur et poète espagnol de langue catalane.
- 13 mars : Momoko Kuroda, Poétesse haïku et essayiste japonaise.
- 18 mars : Guy Arsenault, Poète et artiste visuel acadien.

### Avril
- 1er avril : Pierre Schneider, Journaliste, poète et militant indépendantiste québécois.
- 6 avril : Taeko Tomioka, Poétesse, critique littéraire, historienne palestinienne.
- 20 avril : Salma Khadra Jayyusi, Poétesse, critique littéraire, historienne palestinienne.
- 26 avril : André Stas, Écrivain, poète, aphoriste, collagiste, pataphysicien et plasticien autodidacte belge.

### Mai
- 1er mai : Gordon Lightfoot, Auteur-compositeur-interprète, poète et chanteur folk canadien.
- 3 mai : Gérard Bayo, Poète, essayiste et traducteur français.
- 19 mai : Pete Brown, Poète, parolier et producteur de musique britannique.

### Juin
- 7 juin : Saskia Hamilton, Poétesse et éditrice américaine.
- 10 juin : 
  - Michel Cosem, Romancier, poète et éditeur français.
  - Park Je-chun, Écrivain et poète sud-coréen.
- 11 juin : John Nkemngong Nkengasong, Dramaturge, romancier, poète et universitaire camerounais.

### Juillet
- 2 juillet : Minnie Bruce Pratt, Éducatrice, activiste, poétesse et essayiste américaine.
- 4 juillet : Miki Liukkonen, Poète et musicien finlandais.
- 11 juillet : David Rosenmann-Taub, Poète, musicien et dessinateur chilien.
- 25 juillet : Lam Quang My, Docteur universitaire et poète polono-vietnamien.
- 27 juillet : Keith Waldrop, Poète, romancier, traducteur, éditeur et universitaire américain.

### Août
- 11 août : Kenneth White, Poète et écrivain franco-écossais.
- 16 août : Pierre Alferi, Écrivain, traducteur et poète français.

### Septembre
- 16 septembre : Nikolaï Dobronravov, Poète et parolier russe.
- 28 septembre : Ion Druță, Écrivain, poète, dramaturge et historien de la littérature moldave.

### Octobre
- 3 octobre : Johannes Kühn, Poète, dramaturge, écrivain allemand.
- 6 octobre : Daniel Giraud, Essayiste, traducteur et poète libertaire français.
- 10 octobre : 
  - Kim Nam-jo, Poétesse sud-coréenne.
  - Paul Leuquet : Dessinateur, poète, peintre et graveur français.
- 13 octobre : Louise Glück, Poétesse américaine.
- 14 octobre : Roméo Savoie, Architecte, peintre et poète acadien.
- 20 octobre : 
  - Hiba Abu Nada, Poète et romancière palestinienne.
  - Jean Berteault, Poète français.
- 25 octobre : Jean-Paul Bourre, Poète français.

### Novembre
- 3 novembre : Ian Ferrier, Poète, musicien, chorégraphe et animateur canadien.
- 7 novembre : 
  - Albert Strickler, Poète et écrivain français.
  - Dev Virahsawmy, Homme politique, dramaturge, poète et linguiste mauricien.
- 8 novembre : Jean-Pierre Verheggen, Écrivain et poète belge.
- 9 novembre : Manuel Gusmão, Poète, essayiste et homme politique portugais.
- 11 novembre : Michel Giroud, Poète, historien de l'art et peintre français.
- 18 novembre : Pierre Lepère, Romancier, essayiste et poète français.
- 22 novembre : 
  - Émile Martel, Écrivain, poète et conteur canadien.
  - Ánchel Conte, Écrivain, poète et historien espagnol.
- 28 novembre : Roland Pécout, Poète et écrivain français.
- 29 novembre : Jean-François Mathé, Poète et illustrateur français.

### Décembre
- 2 décembre : 
  - Roberto Pazzi, Poète, écrivain et journaliste italien.
  - Jean Ristat, Poète, écrivain et éditeur français.
- 6 décembre : Refaat Alareer, Écrivain, poète, professeur et activiste palestinien.
- 7 décembre : Benjamin Zephaniah, Acteur, écrivain et poète britannique.
- 22 décembre : John Mairai, Poète, acteur et dramaturge français.
- 27 décembre : 
  - Iouri Arabov, Romancier, poète et scénariste soviétique et russe.
  - María Laïná, Poétesse grecque.